# Emery County
Emery County är ett administrativt område i delstaten Utah, USA. År 2010 hade countyt 10 976 invånare. Den administrativa huvudorten (county seat) är Castle Dale. 
Capitol Reef nationalpark ligger delvis i countyt.

## Geografi
Enligt United States Census Bureau har countyt en total area på 11 555 km². 11 530 km² av den arean är land och 25 km² är vatten.

### Angränsande countyn
- Carbon County - nord
- Grand County - öst
- Wayne County - syd
- Sevier County - sydväst
- Sanpete County, Utah - nordväst

### Orter
- Castle Dale (huvudort)
- Clawson
- Cleveland
- Elmo
- Emery
- Ferron
- Green River
- Huntington
- Orangeville